# Citrus Exocortis Viroid
Il Citrus exocortis viroid (CEVd) è un viroide che causa l'exocortite degli agrumi. La malattia si trasmette attraverso gli attrezzi di lavoro e tramite materiale di propagazione infetto.

## Sintomatologia
Le piante attaccate manifestano riduzioni dello sviluppo e alterazioni della corteccia (fessurazioni verticali e desquamazioni). I sintomi più gravi si manifestano su arancio trifogliato (Poncirus trifoliata) e su alcune specie di Citrange.

## Lotta
La lotta si effettua mediante l'estirpazione e la distruzione delle piante infette e l'adozione di alcune misure preventive, quali l'uso di materiale di propagazione sano e la disinfezione degli attrezzi per la potatura quando si passa da una pianta all'altra.